# Haverö distrikt
Haverö distrikt är ett distrikt i Ånge kommun och Västernorrlands län. Distriktet ligger omkring Haverö och Östavall i västra Medelpad. Den västligaste delen distriktet (området kring Överturingen och Ytterturingen) ligger i Jämtland.

## Tidigare administrativ tillhörighet
Distriktet inrättades 2016 och utgörs av Haverö socken i Ånge kommun.
Området motsvarar den omfattning Haverö församling hade 1999/2000.

## Tätorter och småorter
I Haverö  distrikt finns en småort men inga tätorter.

### Småorter
- Östavall